# Stendhal-hal
A Stendhal-hal (Epalzeorhynchos bicolor vagy Labeo bicolor) a csontos halak (Osteichthyes) főosztályába a sugarasúszójú halak (Actinopterygii) osztályába a pontyalakúak (Cypriniformes) rendjébe és a pontyfélék (Cyprinidae) családjába tartozó faj.

## Előfordulása
Dél-Ázsiából, Thaiföld vizeiből származik. (Mekong folyó)
Mára vadon feltehetően kihalt, így szerepel a Természetvédelmi Világszövetség (IUCN) Vörös Listáján. Akváriumi körülmények között világszerte nagyszámú populációi élnek.

## Megjelenése
Testhossza átlagosan 12 centiméter. Teste fekete színű, farokúszója piros.

## Életmódja
Nagyon aktív hal, a nap nagy részét azzal tölti, hogy eleség-maradványok után keresgél.

## Akváriumban tartása
- Általában legalább 90 cm-es akváriumban érzi jól magát.
- Agresszív természet, de inkább a saját fajtájával szemben, másképp jól kijön az akvárium többi lakójával. Ajánlott egyedül, pár nélkül tartani.
- Kedvelt vízhőmérséklet: 22-26 °C.
- Víztípus: közepes keménység, enyhén savas (pH 6,5-7,0)
- Etetés: kevés növényi összetevő ajánlott, szeret algák között „legelészni”.
- Szaporítás: akváriumban nehezen szaporodnak, főleg az agresszív viselkedés miatt.

## Lásd továbbá
- Édesvízi akváriumi halak listája